# Coryne filiformis
Coryne filiformis är en nässeldjursart som beskrevs av Rees 1936. Coryne filiformis ingår i släktet Coryne och familjen Corynidae. Inga underarter finns listade i Catalogue of Life.